# Dactylospongia
Dactylospongia är ett släkte av svampdjur. Dactylospongia ingår i familjen Thorectidae.
Kladogram enligt Catalogue of Life:
| Dactylospongia | \| \| Dactylospongia elegans \| \| \| \| \| \| Dactylospongia metachromia \| \| \| \| |
|                | \| \| Dactylospongia elegans \| \| \| \| \| \| Dactylospongia metachromia \| \| \| \| |
|                | Aplysinopsis                                                                          |
|                |                                                                                       |
|                | Cacospongia                                                                           |
|                |                                                                                       |
|                | Candidaspongia                                                                        |
|                |                                                                                       |
|                | Carteriospongia                                                                       |
|                |                                                                                       |
|                | Collospongia                                                                          |
|                |                                                                                       |
|                | Fascaplysinopsis                                                                      |
|                |                                                                                       |
|                | Fasciospongia                                                                         |
|                |                                                                                       |
|                | Fenestraspongia                                                                       |
|                |                                                                                       |
|                | Hyrtios                                                                               |
|                |                                                                                       |
|                | Lendenfeldia                                                                          |
|                |                                                                                       |
|                | Luffariella                                                                           |
|                |                                                                                       |
|                | Narrabeena                                                                            |
|                |                                                                                       |
|                | Petrosaspongia                                                                        |
|                |                                                                                       |
|                | Phyllospongia                                                                         |
|                |                                                                                       |
|                | Scalarispongia                                                                        |
|                |                                                                                       |
|                | Semitaspongia                                                                         |
|                |                                                                                       |
|                | Smenospongia                                                                          |
|                |                                                                                       |
|                | Stelospongia                                                                          |
|                |                                                                                       |
|                | Strepsichordaia                                                                       |
|                |                                                                                       |
|                | Taonura                                                                               |
|                |                                                                                       |
|                | Thorecta                                                                              |
|                |                                                                                       |
|                | Thorectandra                                                                          |
|                |                                                                                       |
|                | Thorectaxia                                                                           |
|                |                                                                                       |
|                | Dactylospongia elegans                                                                |
|                |                                                                                       |
|                | Dactylospongia metachromia                                                            |
|                |                                                                                       |

|  | Dactylospongia elegans     |
|  |                            |
|  | Dactylospongia metachromia |
|  |                            |